# Mount Cline
Mount Cline är ett berg i Kanada.   Det ligger i provinsen Alberta, i den centrala delen av landet, 3 100 km väster om huvudstaden Ottawa. Toppen på Mount Cline är 3 361 meter över havet.
Terrängen runt Mount Cline är bergig åt nordost, men åt sydväst är den kuperad. Mount Cline är den högsta punkten i trakten. Trakten runt Mount Cline är nära nog obefolkad, med mindre än två invånare per kvadratkilometer.. Det finns inga samhällen i närheten.
Trakten runt Mount Cline består i huvudsak av gräsmarker.